# 鎌倉郵便局
鎌倉郵便局（かまくらゆうびんきょく）は、神奈川県鎌倉市にある郵便局。民営化前の分類では集配普通郵便局であった。

## 概要
住所：〒248-8799 神奈川県鎌倉市小町1-10-3

## 沿革
- 1875年（明治8年）1月 - 長谷（はせ）郵便局（五等）として開設[1]。
- 1885年（明治18年） - 貯金取扱を開始。
- 1888年（明治21年）9月16日 - 鎌倉郵便局に改称。同時に鎌倉郡長谷村から同郡雪ノ下村に移動[2]。
- 1890年（明治23年）4月1日 - 為替取扱を開始。
- 1900年（明治33年）1月21日 - 鎌倉郡鎌倉町大字小町に移動[3]。
- 1948年（昭和23年）12月6日 - 片瀬郵便局から集配業務の一部[4]を移管[5]。
- 1951年（昭和26年）8月4日 - 12日まで鎌倉カーニバル記念の小型印を扱う[6]。
- 1962年（昭和37年）11月25日 - 電話通話および和文電報受付業務を開始。
- 1991年（平成3年）10月1日 - 外国通貨の両替および旅行小切手の売買に関する業務取扱を開始。
- 2007年（平成19年）10月1日 - 民営化に伴い、併設された郵便事業鎌倉支店に一部業務を移管。
- 2012年（平成24年）10月1日 - 日本郵便株式会社発足に伴い、郵便事業鎌倉支店を鎌倉郵便局に統合。

## 取扱内容
- 郵便、印紙、ゆうパック、内容証明
- 貯金、為替、振替、振込、国際送金、外貨両替・トラベラーズチェック、国債、投資信託
- 生命保険、バイク自賠責保険、自動車保険、がん保険、引受条件緩和型医療保険
- ゆうちょ銀行ATM
- 「248-00xx」区域（鎌倉市の一部）の集配業務
- ゆうゆう窓口

## 風景印
図案は鎌倉大仏、由比が浜、大イチョウの葉。局名表示は「鎌倉」（ローマ字併記）。
使用開始日は1948年（昭和23年）1月1日。

## 周辺
- 鎌倉市役所
- 鎌倉警察署
- 妙本寺
- 本覚寺

## アクセス
- JR横須賀線、江ノ島電鉄江ノ島電鉄線 鎌倉駅（東口）から徒歩で約5分。
- 京浜急行バス、江ノ電バス「鎌倉駅」停留所下車。
- 横浜横須賀道路 朝比奈ICから南西に約6km。
- 神奈川県道21号横浜鎌倉線（若宮大路）沿い。
- 駐車場あり：8台